# Четврти конгрес КПЈ
Четврти конгрес Комунистичке партије Југославије (мкд. Четврт конгрес на Комунистичката партија на Југославија; словен. Četrti  kongres Komunistične partije Jugoslavije) одржан је од 3. до 15. новембра 1928. у Дрездену, због чега се назива Дрезденски конгрес. Конгресу је присуствовало 25 делегата и један делегат Савеза комунистичке омладине Југославије. Конгресу су такође присуствовали и Палмиро Тољати и Дмитри Мануилски, у име Коминтерне и Милан Горкић у име Комунистичке омладинске интернационале.

## Рад Конгреса
Филип Филиповић је на Конгресу поднео Реферат „о политичкој ситуацији и задацима партије“. На Конгресу је осуђена и десничарска фракција, предвођена Симом Марковићем. Главна расправа на Конгресу је вођена око оцене политичке ситуације, ликвидације фракционашких борби и перспективе борбе.
На конгресу је закључено да се Краљевина Југославија налази пред револуцијом, што се испоставило као нетачно. Конгрес је потврдио претходно већ установљену политику која је  позивала на отцепљење  „угњетених народа“ на самоопредељење и донео одлуку о стварању независних држава - Хрватске, Црне Горе, Македоније и Словеније, док би мађарски и албански народ имали право да се одвоје, јер је закључено да је њихову земљу анектирала српска буржоазија У том циљу одлучено је да КПЈ подржи разне организације које су се бориле против српске превласти, укључујући Косовски комитет, ВМРО и усташе.
Срушити империјалистичку творевину, Југославију - гласила је одлука Конгреса. Парола о уједињеној Албанији је значила да се не руши само капиталистичка Југославија, него и Грчка. Уместо постојећих земаља планирано је било да се установи комунистичка Балканска федерација, али се и налагало комунистима да се то не сме постављати као услов, за успостављање независних држава.
На Конгресу је донета и Резолуција „о женском питању“ у којој је констатовано повећано запошљавање жена, јер оне представљају јефтину радну снагу; политичка обесправљеност жена и неједнакост пред законом; веће учешће жена у штрајковима и политичким акцијама КПЈ. Конгрес је такође закључио да је Партија у дотадашњем раду потцењивала рад међу женама, да није пружала довољну помоћ активним женским партијским кадровима и да се искуства из рада у појединим покрајинама нису користила. У резолуцији је наглашено да је потребно појачати рад међу женама, организовати илегални рад по кружоцима, посветити посебну пажњу укључивању жена у синдикат и почети са политичким радом међу женама на селу.
КПЈ је означила српску буржоазију и војску Монархије као свог главног непријатеља, подвлачећи да се борба мора пренети у саму Србију, као базу хегемонистичког режима, а да та борба мора да започне признавањем отцепљења етничким заједницама које то желе и оружаним устанком, односно изазивањем оружане побуне у земљи, њеним растурањем и стварањем нових држава на рушевинама Краљевине СХС. То се врло прецизно наводи у документу Конгреса, названом „Резолуција о привредном и политичком положају“, где стоји да ће се КПЈ борити за успоставу независне Хрватске, независне Црне Горе, Македоније и независне Словеније, док ће мађарској мањини у Војводини дати право на отцепљење. Посебна пажња посвећена је „албанском питању“ за које су делегати Четвртог конгреса КПЈ рекли да је суштинско. Констатује се да је после Првог светског рата једна трећина свеукупног албанског становништва пала под владавину угњетачког режима великосрпске буржоазије и наглашава да је ослобођење тог народа од српске окупације могуће само кроз свеопшти устанак.

## Чланови Централног комитета
На Четвртом конгресу изабран је нови Централни комитет и Политбиро. У секретаријат Политбироа су изабрани: Ђуро Ђаковић, Ђуро Салај и Жика Пецарски, за политичког секретара изабран је Јован Малишић, а за организационог секретара Ђуро Ђаковић.
Чланови Политичког бироа Централног комитета, изабрани на Четвртом конгресу КПЈ:
- Божо Видас Вук
- Гојко Вуковић
- Милан Горкић
- Ђуро Ђаковић
- Јакоб Жорга
- Марко Машановић
- Јован Малишић
- Петар Радовановић
- Ђуро Салај
- Лаза Стефановић
- Филип Филиповић